# ポケットモンスター 赤・緑
『ポケットモンスター 赤・緑』（ポケットモンスター あか・みどり）は、1996年（平成8年）2月27日に任天堂から発売されたゲームボーイ用ロールプレイングゲーム『ポケットモンスター 赤』と『ポケットモンスター 緑』の総称である。この項目では、『ポケットモンスター 赤』と『ポケットモンスター 緑』および、これらの別バージョンである『ポケットモンスター 青』（ポケットモンスター あお）と『ポケットモンスター ピカチュウ』を扱う。
本作のリメイクについては、『ポケットモンスター ファイアレッド・リーフグリーン』を参照すること。
ニンテンドー3DS用バーチャルコンソール版については、後述する「バーチャルコンソール」の節を参照すること。

## 概要
『ポケットモンスター 赤』と『ポケットモンスター 緑』はポケットモンスターの1作目であり、カードゲームやアニメなどの関連商品やメディアミックスを含めた『ポケットモンスター』（ポケモン）の名を冠する最初の作品である。『赤』のパッケージにはリザードン、『緑』にはフシギバナが描かれている。
このゲームの主な目的はすべてのポケモンを集めてポケモン図鑑を完成させることであり、それに付随するシナリオとして、ライバルとの競い合い、悪の組織との戦い、各地のポケモンジムへの挑戦、勝利の証であるバッジを8つ全てを手に入れる、全てのバッジを手に入れた者だけが進めるポケモンリーグで四天王との対決という、一連の流れがある。このシナリオのプロットは『ポケットモンスター オメガルビー・アルファサファイア』までほぼ同じ形で共通しており、最初の作品でありながらもすでに『赤・緑』の時点で基礎ができあがっていたといえる。
『赤』と『緑』の主な違いは特定のポケモンの出現率、出現するポケモンの種類の2点で、シナリオやテキストに違いはない。後述の別バージョン『青』『ピカチュウ』も含め、NINTENDO 64の『ポケモンスタジアム』シリーズすべてに対応している。
『赤』『緑』という色は、主人公が最初の1匹を選ぶため提示される3種のポケモンがそれぞれ「ほのお」「みず」「くさ」タイプのポケモンであることから、その中の炎、草をイメージする『赤』と『緑』が選ばれた。選択の経緯について田尻智は寒色である青を外したと語っているが、書籍によっては任天堂のキャラクターであるマリオとルイージに因んでいるともされる。宮本茂は「赤・緑・青の3色から赤と青に決定しそうになったが「フシギバナ」の仕上がりが良かったため、赤と緑が発売することになった」と語っている。
なお、この3タイプから1匹目を選ぶ導入は以降のシリーズに踏襲されている（後述の『ピカチュウ』版が唯一の例外）。最初のポケモンは、ヒトカゲ、ゼニガメ、フシギダネ。なお、本作を『赤・緑』とバージョン分けしているのは最初に発売された日本だけであり、海外では『赤・青』の2バージョン（例えば英語版では『RED・BLUE』）で発売されている。海外版『BLUE』の内容は日本語版の『緑』に準じている。
「ポケモンの種類の多さをとるか」「ポケモンにニックネームを付けられるようにする方をとるか」という選択に関し、スタッフ達の間で意見を募集したところ、ニックネームを採用した方が良いという声が多く挙がった。そのため、ニックネームを付けられるシステムを採用したが、これが容量を圧迫することとなり、当初は登場するポケモンの数が100匹以下まで大幅に削減されてしまった。しかし、その後、容量の増加が確保され、151匹まで出せるようになった。一方、容量が増加したことで、本来であれば300匹ほどまでポケモンの数を確保することも可能であったが、他の要素も拡張したいというスタッフの意向から、最終的には151匹にまとまった。
基本的な部分は同じながらも一部内容が違うゲームソフトを2バージョンに分けて発売するという手法を用いたのは、本作が初となる。2つのバージョンに分ける意味づけとして、「異なるバージョン同士で通信をしないと全てのキャラクターが手に入らない」「通信交換で姿が変化するキャラクターがいる」という点などが挙げられる。ソフトの売り上げを伸ばす策略として、以後同じようなシステム、販売方法を採用したゲームが登場した。
発売初週の出荷数は『赤・緑』合計で23万本程度だったが、翌年以降からアニメなどのメディアミックス化の影響で長期的ブームとなり、ロールプレイングゲームにおいて販売本数世界一を記録した。この圧倒的な売り上げにより、終わりに向かっていたゲームボーイ市場は上向きとなり、携帯ゲーム機市場そのものが復活した。また、これにより後のゲームボーイカラー、ゲームボーイアドバンスと新たなプラットフォームが誕生することになる。
開発に6年ほど期間を要し、プログラムの継ぎ足しで複雑化したせいかバグが非常に多いことでも有名であり、特殊な操作方法でミュウを出現させる裏技や、ポケモンのダミーデータであるけつばん（欠番）を出す裏技など、インターネットが浸透していない時代にもかかわらず、全国的に噂が広まりよく知られていた。発売から長い年月が経過した現在でも初代ポケモンのバグを探す好事家は多数存在し、バグを利用してゲーム設計を逸脱する試みも行われ続けている。
2017年には、アメリカニューヨーク州ロチェスターにある国立ストロング博物館が発表するビデオゲームの殿堂『World Video Game Hall of Fame』に選出され、殿堂入りを果たした。

## ゲームシステム
ポケットモンスターシリーズの根幹を成す「収集・育成・交換・対戦」はすでに本作の時点で完成しており、最新作まですべての本編シリーズに受け継がれている。またストーリー面でもポケモン図鑑をもらい、それを完成させつつ各地のポケモンジムを攻略していく、またその道中で悪の組織と対峙していき、その悪事を食いとめるという大まかな流れは完成しており、ポケモンジムがサン・ムーン以降は試練に変わるという変更はあったものの概ね最新作までその流れは受け継がれている。
ゲーム自体はオーソドックスなRPGのシステムを採用しており、フィールドでは民家に出入りしたり人物と話をしたりすることで、シナリオを攻略するための情報やアイテムを入手することができる。また丸い球状のオブジェクトはアイテムで、これらを拾い集めるのも攻略の一環である。
戦闘画面では向かい側の自分と向こう側の相手のポケモンが斜めに対峙する形になっており、「たたかう」「どうぐ」「ポケモン（交代）」「にげる」のコマンドを駆使して切り抜けていく。フィールドの草むらや洞窟を歩いていると野生のポケモンとの戦闘が発生することがある。また、トレーナーに話しかけたり彼らの視界に入ったりすることでトレーナーとの戦闘が発生する。どちらも同じバトルではあるが、後者は「にげる」ことができず勝利した場合には賞金が貰えるという特徴がある。野生ポケモンとの戦闘では「どうぐ」コマンドからモンスターボールなどのボールを使うことで、野生ポケモンを捕獲し自分の仲間にすることができる。仲間にしたポケモンは、ゲーム内イベントで人からもらったポケモンと同じように育成や交換が可能。

### ポケモンの能力値
ポケモンの能力をあらわすパラメータは、「HP」「こうげき」「ぼうぎょ」「すばやさ」「とくしゅ」の5項目が存在する。「HP」は体力を表し、0になると瀕死状態（戦闘不能）となる。「こうげき」は物理攻撃力、「ぼうぎょ」は物理防御力を表す。「すばやさ」は行動順を決め、値が1でも上回っているほうが先に行動できる。また攻撃が急所に当たる（クリティカルヒット）確率にも関わる。「とくしゅ」は特殊攻撃力と特殊防御力の両方を兼ねている。
ステータス画面で実際に見ることができる前述の5つの能力値は、3つの要素とレベルから算出された最終的な数値で、3つの要素とはそれぞれ、「ポケモンの種類ごとの能力」「生まれつきの強さ（つまり個体差）」「きそポイント（基礎ポイント）」を指す。
ポケモンの種類ごとの能力はポケモン1種類ごとの能力を数値化したもので、例えばサイドンの「こうげき」が高く「すばやさ」が低いのは、「こうげき」のポケモンの種類ごとの能力が130、「すばやさ」のポケモンの種類ごとの能力が40に設定されているからである。ただしこれは能力の傾向とでもいうべきものであって、個体差と基礎ポイントにより実際にステータス画面で見られる能力値はさまざまである。なおミュウを除いたすべてのポケモンのこのパラメータが、『任天堂公式ガイドブック ポケットモンスター』および『任天堂公式ガイドブック ポケットモンスター 赤・緑・青全対応 改訂版』など小学館が発行した任天堂公式の攻略本に記載されていたが、『ポケットモンスター 金・銀』発売以降に出版されたポケットモンスターシリーズの公式攻略本では数値は記載されず、大まかな能力の傾向のみが掲載されるに留まっている。
生まれつきの強さはポケモンの個体差を表す数値で、「こうげき」「ぼうぎょ」「すばやさ」「とくしゅ」の4項目それぞれに存在する。「HP」の生まれつきの強さは、前述の4項目の値から算出される値のため、独立した項目としては存在しない。ゲーム中でポケモンを入手したときのこれらの値は乱数であり、4項目すべての最高の素質を持ったポケモンもいれば、すべて最低の素質しかないポケモンもいる。例えば、オーキド博士からもらったばかりのレベル5のヒトカゲのステータス画面での数値が、HP：19 こうげき：10 ぼうぎょ：9 すばやさ：12 とくしゅ11の場合もあれば、HP：20 こうげき：11 ぼうぎょ：10 すばやさ：13 とくしゅ10の場合もあるのは、この値がそれぞれ違っているからである。隠しパラメータではあるが、ゲーム内で手に入れたばかりのポケモンであればレベルと現在の能力値を元に内部パラメータの計算式を利用することで間接的に確認することができる。
基礎ポイントは、ポケモンの5つの能力それぞれに独立して存在する能力ごとの経験値とでもいうべき要素。ゲーム内で人からもらったり捕まえたばかりのポケモンは5項目とも例外なく0だが、戦闘で相手のポケモンを倒して経験値をもらうたびに、その都度倒したポケモンの「種類ごとの能力」5項目それぞれと同じ値を自分の5つの能力にそれぞれ対応する基礎ポイントとして蓄積する。
例えば、種類ごとの能力が、HP：105 こうげき：130 ぼうぎょ：120 すばやさ：40 とくしゅ：45であるサイドンを倒して経験値をもらった場合、自分のポケモンの基礎ポイントの5項目にもそれぞれ、HP：+105 こうげき：+130 ぼうぎょ：+120 すばやさ：+40 とくしゅ：+45のように同じ値を加算していく。基礎ポイントが蓄積されると、レベルが上がったときの能力の伸びが大きくなる。またポケモンをパソコンに預けるだけでも、基礎ポイントは能力値に反映される。「こうげき」の高いポケモンを倒すと「こうげき」が伸びやすくなるといったような、攻略本ではよく見られた解説は、この仕様をぼかして表現しているものである。
生まれつきの強さについては「同じ種類のポケモンでも捕まえるたびに能力が違う」というNPCの台詞で、基礎ポイントの効果については、「野生のポケモンよりも人が育てたポケモンのほうが強い」というNPCの台詞で存在が示唆されている。基礎ポイントという単語は本作の時点で説明書とゲーム中でも直接登場するが、具体的な定義までは後のシリーズの公式ガイドブックで解説されるまでは公式には公表されていなかった。当時でも、『赤・緑・青・ピカチュウ』や『ポケモンスタジアム』の任天堂公式ガイドブックでは、「同じレベルでも、そこに至るまでの戦闘回数が多ければ多いほど能力はよく伸びる」「ゆえに経験値の少ないレベルの低いポケモンを大量に倒し、対戦ルール規定のレベルまでに能力を高めたほうがいい」といった解説は見られた。
これらの能力に関する仕様は一部の変更がありつつも続編の『金・銀・クリスタルバージョン』まで採用されたが、その次のシリーズである『ルビー・サファイア・エメラルド』『ファイアレッド・リーフグリーン』では、全般的な仕様の変更が施されている。

### IDNo.
IDNo.（アイディーナンバー）は、プレイヤーデータに割り振られるセーブデータ固有の番号で、ゲームを「さいしょからはじめる」で新規にプレイしたときに、00000から65535までの中からランダムで1つが割り振られる。これをゲーム中で変更する手段は一切ない。また、所持しているポケモンすべてにもこのIDが記録されており、通信交換以外のゲーム中で自分で手に入れたポケモンにはこのプレイヤーのIDが記録される。このポケモンに記録されたIDがプレイヤーのID（トレーナーID）と同じ場合には自分で捕まえたポケモンと判別され、違っている場合には人からもらったポケモンと判別される。人からもらったポケモンは戦闘で得られる経験値が1.5倍になるメリットと、バッジ（後述）を持っていないということを聞かないというデメリットがある。

### ジムリーダーとバッジ
舞台となるカントー地方を含め、ポケモンの世界の地方には、「ポケモンジム」と呼ばれるポケモントレーナーの修行場が8つあり、そこには「ジムリーダー」と呼ばれる強敵が存在する。「バッジ（ジムバッジとも呼ばれる）」は、ジムリーダーに勝利した証となるもので、入手するとさまざまな効果があり、特にシナリオ進行に深くかかわっている。「ひでんわざ（秘伝技）」と呼ばれるフィールドで使用可能なポケモンの技の使用条件を決めるのがこのバッジで、例えば、秘伝技「なみのり」で海の上を渡らないとシナリオを進めることができない状況であるにもかかわらず、「なみのり」のフィールドでの使用条件でもある「ピンクバッジ」を持っていない場合は、このバッジをもらうために特定のジムリーダーを倒さなければならない。また、バッジは通信交換で入手した「おや（そのポケモンを捕まえたトレーナーのIDNo.）」が違うポケモンに命令を聞かせるという効果があり、例えば、「交換したレベル30以上のポケモンが、必ずいうことを聞くようになる」という効果の「ブルーバッジ」を持っていない状況で、レベル30以上のポケモンを戦闘に出した場合、「そっぽを むいた」「ひるねを はじめた」といった反応をして、命令に背き技を出さないで1ターンを無為に過ごすということが起こる。

## ストーリー
ミュウを除いたすべて（150種類）のポケモンを捕まえてポケモン図鑑を完成させることを目指す、ひとりの少年とそのライバルの物語。続編全てに共通するこのストーリーについて石原恒和は、「少年のひと夏の冒険」という、いわゆる多感な思春期の冒険譚というコンセプトから生まれたものだと語っている。旅立ちは自宅から始まるが、このときテレビからは映画「スタンド・バイ・ミー」を連想させるような場面が流れており、それを眺めた主人公は旅立ちへの決意を新たにする。やがて主な目標が「ポケモンリーグ」で勝ち進むことに定まっていき、旅の目的として8つのポケモンジムを巡りリーグ出場資格を得るということも兼ねるようになる。

## 登場人物
主人公とライバル、ポケモン博士、8人のジムリーダー、四天王、チャンピオン、悪の組織というキャラクターの枠組みは続編にも受け継がれている。

## 地理
本作はカントー地方を舞台とし、『ファイアレッド・リーフグリーン』『Let's Go! ピカチュウ・イーブイ』（以下、『赤・緑』系）の舞台。『赤・緑』系から3年経った設定で、『金・銀・クリスタル』および『ハートゴールド・ソウルシルバー』（以下、『金・銀』系）の舞台としても登場。『ルビー・サファイア・エメラルド』『ダイヤモンド・パール・プラチナ』『ブラック・ホワイト』でも名称のみ登場する。名称の通り日本の関東地方がモチーフになっているが一部は中部地方も含まれる。「カントー地方」の名称は、『赤・緑・青・ピカチュウ』の時期はほとんど登場せずまた、当時発売されたムック本『ポケットモンスター公式ファンブック』内のインタビューにおいて「関東州」という単語が登場している。一般化したのは新たにジョウト地方を舞台とした『金・銀・クリスタル』以降である。
都市・町の数は10個、道路・水道は1-25番。ポケモンリーグの所在地はセキエイ高原。それぞれの都市にモチーフとなる色があり、都市の紹介文やジムバッジ、民家の屋根の色（『金・銀』はゲームボーイカラー以降のハード使用時）などもそれに対応している。
道路のほとんどが平坦であり、他の地方とは違いマップでは天候の変化が一切ない。その一方、洞窟や岩山などのダンジョンが多く、そのほとんどが複雑な構成をしている。
- 英語版は「Kanto」と表記される。
- 中国語版では関都地区（繁体字: 關都地區、簡体字: 关都地区）と表記される。
- 韓国語版での表記は直訳され、관동지방(漢字: 關東地方 2000年式: Gwantong Jibang, MR式: Kwantong Chipang)と表記される。

### 都市・町
マサラタウン
カントー地方南西部の半島の南端に位置する小さな田舎町。ゲームのスタート地点。
町のシンボルカラーは白。名前の由来は「何色にも染まっていない汚れなき色」。まっさらで白い、始まりの町を意味する。
主人公とそのライバルのそれぞれの家、ゲーム序盤の案内役であるオーキド博士の研究所がある。ポケモンセンターやフレンドリィショップなどの設備は存在しない。
主人公の家（しゅじんこうのいえ）
主人公の自宅。母親がポケモンを回復してくれる。
ライバルの家（ライバルのいえ）
ライバルの姉（ナナミ）が住んでいる。タウンマップをもらえる。
オーキド研究所（オーキドけんきゅうじょ）
オーキド博士がポケモンの研究を行っている研究所。最初にポケモンとポケモン図鑑をもらえる。

トキワシティ
カントー地方西部に位置する。ポケモンリーグ本部に最も近く、緑に包まれた町。
町のシンボルカラーは緑（常磐色）。常緑樹の葉の色。転じて永遠を表す。
主人公がオーキド博士のお使いを引き受けて訪れることになる。この町で初めてポケモンセンターとフレンドリィショップが登場する。
トキワジム
ジムリーダーはロケット団のボスでもある、じめんタイプ使いのサカキ。
最初の町にあるが、どの世代でも初めて訪れたときには、リーダーが不在のため挑戦できず、他の7つのジムバッジを集めた後に再度訪れることとなるジム。ジムトレーナーが繰り出して来るポケモンは全てレベル50を越える。
床には矢印パネルが示されており、乗ると自動で示された方向へ強制移動され、ストッパーの床に乗るか壁にぶつかるまで止まらないようになっており、矢印の経路を観察し正しく進まないとジムリーダーのところへ辿り着けない。
ポケモントレーナーズスクール
ポケモンに関する内容を学ぶ学校のような施設。

ニビシティ
カントー地方北西部に位置する山間部の町。面積は比較的広く、北には博物館がある。路地は石畳になっている。
町のシンボルカラーは灰（鈍色）。
この町のジムで初めてポケモンジム戦ができる。
ニビジム
ジムリーダーはいわタイプ使いのタケシ。
岩々に囲まれたジム。ジムトレーナーは1人。
ニビ科学博物館（ニビかがくはくぶつかん）
2階建ての博物館で、1階はお月見山及び近辺で発掘された古代の化石、2階は宇宙関連の展示がされている。目立つ展示物としてはカブトプスやプテラの全身骨格が組み立てられた化石や、スペースシャトルの模型や月の石など。裏口から入れば「ひみつのコハク」が手に入る。

ハナダシティ
カントー地方北東部の高台にある町。四方に道が通じている。北部には川や海が近くにあり、水に恵まれた街。
町のシンボルカラーは青（縹）。
町の北西に流れる河川を渡った先に名無しの洞窟（ハナダの洞窟）がある。ロケット団が民家に不法侵入し、中を荒らした挙句に技マシン28（あなをほる）を奪い取っていくという事件が発生する。裏庭でロケット団に勝利すると主人公に返してくれるが家主に技マシンを渡すイベントは起こらず、そのまま使用可能。
ハナダジム
ジムリーダーはみずタイプ使いのカスミ。
内部は競泳プールになっており、その上に桟橋のような足場が設けられている。
ミラクル・サイクル
自転車屋。100万円もする自転車を売っているが、最終的には引換券で自転車を入手できる（お金は999,999円までしか所持できないので、現金購入ができない）。
名無しの洞窟（ななしのどうくつ）
ハナダシティの北西にある不気味な洞窟。出現する野生ポケモンのレベルは高く、最高でレベル67のポケモンが出現する。最深部にはミュウツーがいる。
殿堂入りしないと入れず、殿堂入り前は若い男性が入口を塞ぐ形で立っている。『赤・緑』『青』『ピカチュウ』ではマップがそれぞれ異なる。

クチバシティ
カントー地方東部に位置する港町。全体的に夕焼け空を彷彿とさせるオレンジ色の建物が多い。
町のシンボルカラーはオレンジ（朽葉。平安時代の呼び名にちなんでいると思われる）。
町の北東部には四角い広場のような場所があるが、実は付近の老人がビルを建設するために確保した土地で、ワンリキーに地均しをさせている。
クチバジム
ジムリーダーはでんきタイプ使いのマチス。
マチスの手前には二重の電撃バリアが張られており、多数のゴミ箱の中にスイッチがある。また、トレーナーに勝てば電子ロックの解き方のヒントや、マチスの軍人時代の話が聞ける。ランダムな場所に出現するスイッチを2つ連続で調べなくてはならず、1つ目を見つけた後にスイッチがない所を調べてしまうと、1つ目を探すところからやり直しとなる(1つ目の場所も変更される)。どの世代でもこのジムに入る方法は2つあるが、どちらの方法でもある秘伝技が必須である。
ポケモン大好きクラブ
ポケモンが好きな人々が集まる。会長の長い自慢話に付き合ってあげると、自転車引換券がもらえる。
クチバ港（クチバこう）
南部にある港湾。
『赤・緑』系では豪華客船サント・アンヌ号が寄港する。
『赤・緑』の初期版では船を出港させずにストーリーを進めたまま、船の乗降口東側を「なみのり」で渡るとトラックが止まっている島状の空間に行くことができた。
『赤・緑』ではピックアップトラックが1台置いてあるだけだったが、のちのシリーズではシオン方面に桟橋が整備されている。

シオンタウン
カントー地方東部、イワヤマトンネルの麓にある静かで小さな町。ポケモンの霊園があるため墓参りに訪れる人が多く、町全体が物悲しく暗い雰囲気に包まれている。
町のシンボルカラーは紫（紫苑色）。
町でポケモンの供養をしていたフジ老人が突然姿を消すという事件が起こる。
使用されている専用のBGMに関して増田順一によると、このBGMは「日本的なフレーズ」から構成されたもので、「実は街より先に曲があって、シナリオによって悲しさが生まれました！」という。
ポケモンタワー
ポケモンの共同墓地となっている巨大な塔。正体不明の幽霊が出現する。シルフスコープを入手しない限り、途中で幽霊が行く手を阻んで最上階へは行けない。塔の各階には祈祷師がいるが、3階から上にいる祈祷師のほとんどは悪霊に取り憑かれており、正気を失ったまま勝負を仕掛けてくるが、いずれも勝利後は正気を取り戻す。途中の階の一部には結界が張られており、この結界に入るとポケモンを回復できる。
ポケモンハウス
フジ老人が身寄りのないポケモンを預かっている施設。
姓名判断士の家（せいめんはんだんしのいえ）
ポケモンのニックネームを付け替えることができる。付け替えられるのは自分で捕まえたポケモンのみ。

タマムシシティ
カントー地方の中央部の低地に位置する都市。ヤマブキシティに次ぐカントー地方第2の都市で、カントー地方の商業・娯楽の中心地でありデパートやゲームセンター、旅館、食堂など様々な商業施設が充実しているため、全体的にカラフルな街並みが広がる。
町のシンボルカラーは虹（玉虫色）。
都市規模に比例して、日中からロケット団が堂々と街中を歩いていたり、町の池にベトベターが出没したりと、治安や環境はあまり良くない様子。
タマムシジム
ジムリーダーはくさタイプ使いのエリカ。
全体が巨大な庭園になっており、内部に植わっている多くの木が行く手を阻む。
タマムシデパート
フレンドリィショップ本店。回復・捕獲用道具の他にも、わざマシンやポケモンの能力を強化する道具、特定のポケモンを進化させる石を売っている。屋上には自動販売機があり、3種類の飲み物が購入できる。
タマムシマンション
様々な人が住んでいる。また、ゲームフリーク本社が入居しており、開発スタッフのコメントを聞くことができる。
タマムシレストラン
レストランに関しては主人公は利用できないが、『赤・緑』系では店内にゲームコーナーで遊ぶためのコインケースが手に入る。
タマムシシティ
ロケットゲームコーナー
スロットマシンで遊べる。ロケット団が経営しており、その売上はロケット団の資金源になっている。地下はロケット団のアジトとなっている。
ロケット団アジト
ロケットゲームコーナーの地下に隠されたアジト。エレベーターと自動移動パネル（「≫」のような模様で、矢印の方向に飛ばされる）を駆使して進んで行く。
景品交換所（けいひんこうかんじょ）
ゲームコーナーの隣にある。ゲームコーナーで手に入れたコインを景品と交換する。

セキチクシティ
カントー地方の南西部に位置する町。サファリゾーンを有し、乾燥地帯に属し比較的広い町である。
町のシンボルカラーはピンク（石竹色）。
路地は煉瓦のようなもので舗装されている。サファリゾーン入口を中心に町のほとんどが動物園になっており、ラプラスやガルーラなど珍しいポケモンを間近で見ることができる。町全体を回るには「いあいぎり」が必要。
ジョウト地方の概念がない作品では関西弁を話す市民が多い。
セキチクジム
ジムリーダーはどくタイプ使いのキョウ。
見えない壁による迷路がある。
サファリゾーン
珍しいポケモンが放し飼いにされている。
入場料500円を払うことでサファリボールが30個支給され、ボールを全て使い切るか、一定時間経過する（＝一定歩数歩く）かで終了となる。あるひでんマシンをもらうイベントが発生する。
園長の家（えんちょうのいえ）
サファリゾーン園長の家。

ヤマブキシティ
カントー地方のほぼ中央部に位置する大都会。カントー地方の経済・産業の中心地。夜は街灯やビルの明かりが煌々と輝く。
町のシンボルカラーは金色（山吹色）。
ポケギアのマップでは「カントー一の大都会」と紹介されており、高層ビルが乱立しており四方に道路が伸びている。シルフカンパニーの企業城下町であり、町の中央に地上11階建ての本社ビルがそびえ建つ。
初めはロケット団に街ごと占領され、飲みものを持ち込まない限り、街へ至る四方のゲートは全て封鎖されている。また、初めて街に入った直後は、シルフカンパニーのイベントをクリアしない限り、ジムを含めた大半の建物に入れない。
なぜか『赤・緑』の「そらをとぶ」の行ける場所の中で順番が最後になっている。
ヤマブキジム
ジムリーダーはエスパータイプ使いのナツメ。
ジム内は無数の小部屋に分かれており、床に設置されたワープパネルで部屋を移動しながら先に進んでいく仕掛けとなっている。ジムトレーナーの中にはエリートトレーナーやサイキッカー（エスパータイプ専門）だけでなく祈祷師（ゴーストタイプ専門）もいる。シルフカンパニーがロケット団に占拠されている間、したっぱが入口を塞いでいる。
シルフカンパニー
ポケモントレーナーの使う道具を開発・生産している企業の本社ビル。ロケット団に占領されている。社長を助けると、マスターボールをもらえるとともに、ジムでナツメと戦えるようになる。ワープで移動しつつカードキーでシャッターを解錠しながら進む必要がある。
中にいる社員はほとんどが怯えているが、ロケット団のしたっぱの他、ロケット団に寝返って対戦を仕掛けてくる研究員がいて、撃退すると一緒にいなくなる（バージョンによっては何故かジャグラーもいる）。
格闘道場（かくとうどうじょう）
格闘家とポケモンバトルを行う。全員倒すことで、サワムラーかエビワラーのどちらかをもらえる。元々はヤマブキシティのジムだったが、ナツメに統一試合で負けてその座を奪われた。
シンオウ・イッシュ・アローラ地方にもこの道場出身のカラテおうが登場している。
エスパー親父の家（エスパーおやじのいえ）
超能力を操る男性が住んでおり、話しかけるとサイコキネシスの技マシンが貰える。
物真似娘の家（ものまねむすめのいえ）
2階建ての家。人の真似をすることが得意な少女が住んでいる。ラッキーと、言葉を喋るドードリオもいる。
物まねのほかにゲームとぬいぐるみが大好きでイベントにもつながる。また、近所には娘に好意を寄せる少年も住んでいる。

グレンタウン
カントー地方の南西部に位置する休火山の島。ポケモンの研究が盛んな町。
町のシンボルカラーは赤（紅蓮）。
ポケモン屋敷とポケモン研究所が立地する。民家は存在しない。
グレンジム
ジムリーダーはほのおタイプ使いのカツラ。
鍵がないと入れない。内部は小部屋で分かれており、クイズに正解するか、クイズ不正解でトレーナーと戦い倒すと次の部屋への扉が開く仕組みになっている。
ポケモン屋敷（ポケモンやしき）
謎の廃屋。ある博士が過去に住んでいた自宅兼研究所だとされている。どくタイプ・ほのおタイプのポケモンが多い。複数の扉が交互に開閉する仕掛けがある複雑な構造で、ジムの鍵が隠されている。かつての住人が記した日記が残されており、ミュウツーを生み出す研究をしていた過去が断片的に記されており、日記の内容からミュウツーの誕生日が判明する。1階及び上層階は居住区画、地下は研究区画だった模様。
ポケモン研究所（ポケモンけんきゅうじょ）
化石やコハクからポケモンを復元でき、別の研究員からは「ゆひをふる」の技マシンをもらえる。

### 道路・水道
1番道路（1ばんどうろ）
マサラタウンから北側へ延び、トキワシティへ至る長閑な田舎道。最初に探検する道路。フレンドリィショップの店員がおり、商品の見本としてキズぐすりが貰える。
2番道路（2ばんどうろ）
トキワシティから北側へ延び、ニビシティへ至る道路。異なる特色の道路が東側と西側に並んでいる。序盤から通れる西側道路はトキワの森によって南北に分断されている。東側道路はトキワの森を避けてニビシティへ通り抜けられるが、いあいぎりを習得していないと入れない。東側道路の北側にディグダの穴の入口がある。
3番道路（3ばんどうろ）
ニビシティ東側から4番道路へ至る道路。お月見山の麓のため段差が多いがトレーナーも多い。ジムリーダー・タケシに勝たなければこの道路に入れない。
4番道路（4ばんどうろ）
3番道路からお月見山を跨ぐように経由し、ハナダシティへ至る道路。こちらも山麓に位置し、段差が多い。お月見山ニビシティ側入口前にはポケモンセンターがある。ハナダシティ付近の全ての段差を下ってしまうとニビシティ方面には戻れない一方通行の仕組みになっている。
1人だけトレーナーがいるが、ハナダの洞窟入口付近からさらに回り込んだ位置にいるため冒険の最終盤にならないと戦えない。
5番道路（5ばんどうろ）
ハナダシティから南へ延び、ヤマブキシティへ至る道路。6番道路と繋がる地下通路がある。道は綺麗に舗装されており、中央には育て屋がある。
6番道路（6ばんどうろ）
ヤマブキシティから南へ下り、クチバシティへ至る道路。5番道路と繋がる地下通路がある。草むらや水路を避けるように曲がりくねった道が延びている。
7番道路（7ばんどうろ）
タマムシシティから東へ延び、ヤマブキシティへ至る道路。8番道路と繋がる地下通路がある。カントー地方最短の道路で、トレーナーはおらず草むらが片隅に1つあるだけである。
8番道路（8ばんどうろ）
ヤマブキシティから東へ延び、シオンタウンへ至る道路。7番通路と繋がる地下通路がある。
9番道路（9ばんどうろ）
ハナダシティから東へ延び、10番道路へ至る道路。3番道路にも似た、イワヤマトンネルへ続くデコボコに荒れた岩場の道。トレーナーが多く、段差が多いため子供の遊び場にもなっている。イワヤマトンネル手前にはポケモンセンターがある。
10番道路（10ばんどうろ）
9番道路からイワヤマトンネルを経由し、シオンタウンへ至る道路。9番道路のイワヤマトンネル北側から延びる細い水路を進んだ先には発電所がある。
11番道路（11ばんどうろ）
クチバシティから東へ延び、12番道路と合流する道路。広大な草むらの中に迷路状の通路が通っている。クチバシティ寄りにディグダの穴の入口がある。でんきタイプ専門のトレーナー・電気屋のオヤジは『赤・緑』系且つここでしか対戦しない（他の地方では類似トレーナー・作業員が登場し、でんきタイプ以外も扱う）。
12番道路（12ばんどうろ）
シオンタウンからセキチクシティに南下する長い道路の一部。桟橋が巡っていて釣りの名所で知られる。そのため釣り人は足音を立てないよう静かに歩くという暗黙のルールから「サイレンスブリッジ」という別名がある。一軒家があり、釣り兄弟のうち1人はここに住んでいる。
クチバシティ寄りで11番道路と合流。『赤・緑』系ではこの合流点でカビゴンが眠り、道を塞ぐ。
13番道路（13ばんどうろ）
シオンタウンとセキチクシティを結ぶ長い道路の一部。長い木の柵で道が細かく区切られて迷路状になっている。細通を塞ぐようにトレーナーが現れる。
14番道路（14ばんどうろ）
シオンタウンとセキチクシティを繋ぐ道路の一部。草むらや段差、池などの障害物がほとんど無く、ただ一面に芝生が広がっている。
15番道路（15ばんどうろ）
シオンタウンとセキチクシティを結ぶ道路の一部。東西に細長く延びるこの道路は、段差によって道が南北に分けられている。南側はトレーナーの密集度が非常に高く、鳥使いや暴走族が比較的多い。
16番道路（16ばんどうろ）
タマムシシティとセキチクシティを結ぶ長い道路の一部。サイリングロードのゲートがある。ここにもカビゴンがおり、ゲート外側の道の真ん中で居眠りをしている。
17番道路（17ばんどうろ）
タマムシシティとセキチクシティを繋ぐ道路の一部。サイクリングロードになっているため、自転車がないと通行不可能。第二世代までは途中は坂道のため、タマムシ→セキチクは速いがその逆は遅い。第四世代ではマップの高低差が忠実になっており、スピードは同じである。また、自転車を乗り回し手当たり次第に勝負を仕掛けてくる暴走族やスキンヘッズが多い。
18番道路（18ばんどうろ）
タマムシシティとセキチクシティを結ぶ道路の一部。サイリングロードのゲートがある。ゲート外側には鳥使いが多い。
19番水道（19ばんすいどう）
セキチクシティから南へ水道。砂浜があり、海水浴のスポットとしても人気。以下の20・21番水道と同様、遠泳や海水浴で訪れる海パン野郎や大人のお姉さん（またはビキニのお姉さん）が多い。
20番水道（20ばんすいどう）
19番水道南端から西へ延び双子島を経由し、グレンタウンへ至る水道。海上に露出した砂の小島は隠れた釣りのスポット。道路は双子島によって東西に分断されているため、双子島の洞窟内部を通り抜けないと踏破できない。
21番水道（21ばんすいどう）
グレンタウンから北上しマサラタウンへ至る水道。ゲーム開始直後にマサラタウンから地続きで草むらを見ることができるが、柵と水路に隔てられているため、通れるようになるのはかなり後。モンジャラの生息地として有名。火山に近いためか、水温が比較的高い。
22番道路（22ばんどうろ）
トキワシティから西へ延び、23番道路（ポケモンリーグゲート内）に続く道路。ゲート手前までであれば序盤で入ることも可能。出現する野生のポケモンのレベルは低い。『ピカチュウ』ではマンキーも出現する。
23番道路（23ばんどうろ）
22番道路からチャンピオンロードを経由しセキエイ高原（ポケモンリーグ）へ向かう道路。チャンピオンロードで南北に分断されており、南側では8人の係員によるバッジチェックが行われ、1つでも足りないと先へは進めない。北側にはセキエイ高原への道のみだが、障害物が不規則に並んでいる。
24番道路（24ばんどうろ）
ハナダシティから北に延びる道路。道が3本に分かれており、ハナダシティ側からは中央、北の25番道路方面からは東側、南西のハナダの洞窟方面へは西側（水路のため「なみのり」が必要）を通る。
「ゴールデンボールブリッジ」という橋が架かっており、ここにいる5人のトレーナーを倒し、その先にいる男性に話しかけると「金の玉」がもらえる（しかし、その男性の正体は私服で装ったロケット団のしたっぱで、結局対戦することになる）。
25番道路（25ばんどうろ）
24番道路の北端から東へ延びる道路。その末端にはマサキの家である「岬の小屋」がある。デートスポットとして人気らしく、ハナダシティのジムリーダー・カスミも訪れている。

### 自然・その他
トキワの森（トキワのもり）
2番道路にある森。主に虫タイプのポケモンが生息している。道が蛇行し、少数ながら進化形のポケモンも登場する。『ピカチュウ』以外では、まれにピカチュウが出てくる。『ピカチュウ』では約1%の確率でレベル9のピジョンが出てくる。
お月見山（おつきみやま）
3番道路と4番道路の間にある山で、内部はハナダシティへと抜ける洞窟になっている。「つきのいし」が発見されたことからこの名前がついた。洞窟にはいわタイプのポケモンや、基本的にここでしか現れないポケモンのピッピが登場。また、洞窟の中の化石を奪おうとするロケット団ともここで初めて出くわす。
『ピカチュウ』ではロケット団のムサシとコジロウと、ここで初めて戦う事になる。シングルバトル（通常の1VS1）で3匹目にニャースが出てくる。
地下通路（5-6番道路間）
ヤマブキシティの地下を南北に抜ける通路。ヤマブキシティへのゲートが解放されるまで利用する必要がある。薄暗くて落とし物が多いため、ダウジングマシンで道具をいくつか拾える。
地下通路（7-8番道路間）
ヤマブキシティの地下を東西に抜ける通路。こちらもヤマブキシティへのゲートが解放されるまで利用する必要がある。
サントアンヌ号（サントアンヌごう）
一年に一度、クチバシティの港に停泊する豪華客船。乗客にはなれないが、マサキから船上パーティ用のチケットをもらって乗船することができ、乗客や船員とポケモンバトルができる。
ディグダの穴（ディグダのあな）
2番道路と11番道路を結ぶ、ディグダやダグトリオが作ったと言われる洞窟。2番道路側から入るにはいあいぎりが必要。
ディグダとダグトリオしか出現しない。また、この2体はこのマップでしか出現しない。
ハナダシティ到達後、徒歩でニビシティ方面へ戻る際に使用する。
無人発電所（むじんはつでんしょ）
『赤・緑』系で登場。10番道路にそびえる誰もいない廃墟同然の発電所。多数の機械が独りでに稼働し続けている他、複数のドラム缶が無造作に放置されている。落ちているアイテムの中にはビリリダマやマルマインが紛れている。最深部には伝説のポケモン・サンダーがいる。
イワヤマトンネル
10番道路にある洞窟。内部は暗く、秘伝技の「フラッシュ」を使わないとほぼ何も見えない。
『赤・緑』系ではトレーナーがいる。
双子島（ふたごじま）
19・20番水道間に位置する島。島が二つ並んでいるためこの名前がついている。内部は入り組んだ洞窟となっており、岩と水流が行く手を阻む。この洞窟を経由しないと先に進めない。
ポケモンリーグ受付ゲート（ポケモンリーグうけつけゲート）
22・23番道路間にあるゲート。1個目のバッジのチェックが行われ、以降はこのゲートを抜けた後の23番道路で行われる。
チャンピオンロード
23番道路にある洞窟。ポケモンリーグ挑戦のための最後の道。8つのバッジを全て集めたトレーナーだけが入ることができる。
『赤・緑』系ではトレーナーがおり、ファイヤーがいる。このダンジョンを抜けるには秘伝技「かいりき」が必要。
セキエイ高原（セキエイこうげん）
チャンピオンロードを抜けた先にある高原で、ポケモンリーグ本部が聳え立つ。ポケモントレーナーの頂点であり、ポケモンの最高機関。ジョウト地方のトレーナーもここに挑戦する。
カンナの部屋
『赤・緑』では中央が氷の床で周りが水に囲まれている最初の部屋。
シバの部屋
『赤・緑』では岩に囲まれいる、カンナに次ぐ2番目の部屋。
キクコの部屋
『赤・緑』では多数の墓に囲まれている、カンナ、シバに次ぐ3番目の部屋。
ワタルの部屋
『赤・緑』では銅像に囲まれた部屋で、カンナ、シバ、キクコに次ぐ4番目の部屋。
『赤・緑』系では全シリーズのポケモンリーグで唯一角のある長い道のりを自動で歩くシステムになっている。
ライバル（グリーン）の部屋
カンナ、シバ、キクコ、ワタルに次ぐ最後の部屋。

## 音楽
| 発売日        | タイトル                                                     |
| ------------- | ------------------------------------------------------------ |
| 1997年11月1日 | ゲームボーイ『ポケモン』のサウンドがまるごと入って、遊べるCD |
| 1998年7月18日 | 「ポケモンひけるかな?」                                      |
| 2016年4月27日 | ポケモン 赤・緑 スーパーミュージック・コレクション           |

## ポケットモンスター 青
『ポケットモンスター 青』は、『赤・緑』の別バージョンの1つである。パッケージのポケモンは、カメックス。『赤』と『緑』の違いと同じように、『青』もポケモンの出現率と出現するポケモンの種類が前述の2バージョンとは異なるが、それに加えてオープニングシーンの一部、図鑑のテキスト、ポケモンやフィールドのグラフィックデザイン、メッセージウィンドウ、NPCとのポケモン交換イベントが異なる。特に出現するポケモンの違いについては顕著で、『赤・緑』ではNPCとの交換でしか手に入らない、ルージュラやベロリンガなどのポケモンが野生で出現する。また、捕獲が難しかったケンタロスは交換イベントで手に入るようになっており、能力の高い個体を手に入れる際には重宝する。上記以外の相違点として、クリア後に入れるダンジョン「ななしのどうくつ」の内部構造が独自のものになっている。
『青』は当初一般販売はされず、2回にわたって小学館の『月刊コロコロコミック』『別冊コロコロコミック』『学年誌』（小学一年生から小学六年生まで）の計8誌の通信販売限定という形で販売された。価格は送料、消費税込みで3,000円。1回目は小学館側の想定をはるかに超える注文が殺到し、受注発送システムはパンクしたとされる。この人気を受け、第1回からの8誌に加え『ちゃお』『少女コミック』『別冊少女コミック』『少女コミックCheese!』を追加した12誌に拡大した2回目の通信販売を行う。前回の代金未収などのトラブルもあってか、今度は受け渡し場所がローソンにされた。これらの限定販売を経て、1999年10月10日に3,000円（税別）で一般販売が開始された。一般販売されたものには、パッケージ裏面にバーコードがあるが、通信販売されたものにはなく、代わりに「小学館」の文字が入っている。

## ポケットモンスター ピカチュウ
『ポケットモンスター ピカチュウ』は『赤・緑』の別バージョンの1つである。劇場版ポケットモンスター第1作『ミュウツーの逆襲』の公開記念として発売された。それを表すようにパッケージの側面には「ピカチュウ・ザ・ムービー」のロゴがある。パッケージのポケモンは、タイトル通りピカチュウ。開発段階での仮称は『ポケットモンスター 黄』（英語版のタイトルは『Pokemon Yellow』でゲームボーイカラー対応ソフトとして発売）で、アニメ版第1作からの逆輸入的要素がある、同シリーズでは異例の作品となっている。上記のように、一般には映画公開としての発売とされているが、当時のコロコロコミックに掲載された告知では、『ポケットモンスター 金・銀』延期のお詫びという側面も兼ねて製作されたとされている。
アニメ版に即し最初に貰えるポケモンがピカチュウになり、冒険の途中でフシギダネ、ヒトカゲ、ゼニガメも手に入る。また、ポケモン達のグラフィックが「アニメ塗り」調になったのを筆頭に、図鑑説明文、交換イベントなどが全て新しくなっている。特に図鑑説明文では、低年齢層の者を意識して「…よ」等、文面が軟化している。登場人物の外見や台詞、手持ちポケモンはアニメ時のものであったり、それを意識した内容に変更された。さらに、ピカチュウをはじめ数種類のポケモンはレベルアップや技マシンで覚える技に追加や変更があり、多くは『金・銀』以降にも反映されている（例として、ピカチュウがレベルアップで「10まんボルト」を覚えるようになったり、リザードンが秘伝マシンで「そらをとぶ」を覚えられるようになったりしている）。また、『赤・緑・青』にあったバグの多くが修正されている。

### 特徴
本作の冒頭で主人公の仲間になるピカチュウには以下のような特徴がある。 なお、これらの特徴があるのは、ゲーム冒頭でオーキド博士からもらったもののみ。通信で他のピカチュウを送り込んでも普通のポケモンと同じ扱いである。また、野生のピカチュウは出現せず、通信交換せずにピカチュウを複数手に入れることはできない。
- 主人公が手に入れたピカチュウはアニメ版と同様に、モンスターボールには入らず主人公の後ろに付いてくる。
- 移動中はいつでも話しかけられる。プレイヤーの行動次第で上下する「ごきげん」や「なつき度」、そのほかイベントによって表情が変化する。「なつき度」の要素が組み込まれた初めてのポケモンである。ちなみに『金・銀』からは、すべてのポケモンに対してなつき度が存在するようになった。
- アニメ版のピカチュウの声優である大谷育江の声がゲーム内ピカチュウの鳴き声として用いられている。状況に応じて何種類もの声が聞ける（その他のポケモンは従来の作品同様である）。なお、図鑑では従来と同じ声になっている。
  - 『ポケモンスタジアム2』『ポケモンスタジアム金銀』でこのピカチュウを使用すると、同様に鳴き声が大谷の声になる。通常のピカチュウの場合は他のポケモン同様、リアルにアレンジされた従来通りの鳴き声となる。また、「なみのり」で使われるサーフボードのデザインも違う。
- 「かみなりのいし」を使ってライチュウに進化させることは出来ない。やはりアニメ版のエピソードに由来。
  - 通信で他のデータに転送すれば進化させることは可能だが、その場合元のデータに戻してもそのライチュウは普通のポケモンと同じ扱いである。
- 本作では表示・効果ともに無いが、「でんきだま」（ピカチュウの特殊攻撃力を2倍にするアイテム）を持っていることが『金・銀・クリスタル』バージョンに送ることで明らかになる。
- 「なみのり」を覚えたピカチュウ (最初に貰ったピカチュウである必要はない) が手持ちにいれば、ミニゲーム『ピカチュウのサマービーチ』がプレイ出来る[注 16]。また、水辺でなみのりを使用するとサーフボードに乗ったピカチュウのアイコンで水上を移動できる。通常、ピカチュウは「なみのり」を覚えられないが、キャンペーンで配布されていたり、『ポケモンスタジアム』のボーナスイベントで習得できる。
- ライバル、ジムリーダーから一般トレーナーまで、一部ではあるが、手持ちや技構成が変わっている。特にジムリーダーや四天王のポケモンは技マシンで習得する技を多く覚えている。
- 『赤・緑・青』では主人公が選んだポケモンに有利なタイプのポケモンを必ず選んだライバルだが、今回、最初のポケモンはイーブイであり、ライバルとのバトルの結果でどのポケモンに進化するかが決まる。
- アニメ版のロケット団員「ムサシ」と「コジロウ」の姿をした団員が登場する。繰り出すポケモンもアニメの手持ちと同じものである。
- 周辺機器「ポケットプリンタ」に接続して、ゲーム中のポケモン図鑑や手持ちポケモン、ミニゲームのハイスコアが印刷出来る。
- 通信対戦のルールが追加され、通常の「コロシアム」の他に「コロシアム2」を選択することが可能で、『ポケモンスタジアム』のルールに即した対戦が行える。

## 幻のポケモン「ミュウ」
151番目のポケモン「ミュウ」はゲーム中にて、その名前と発見された場所、ミュウツーの親であることが明らかとなっていたが、ゲームを正規の手順でプレイしているだけでは決して目にすることのない隠しキャラクターである。しかし発売からおよそ1ヶ月半後、1996年4月15日発売の月刊コロコロコミック誌上にて幻のポケモン「ミュウ」のイラストとタイプが公開され、抽選で20名にこのミュウをプレゼントすることが告知された（この時7万8千通の応募があった）。これを皮切りに同年7月15日発売の月刊コロコロコミックにて再度プレゼントの告知がなされた。この時の当選者数は100名で、応募数は8万通以上であった。その後も幾度かミュウの配布は行われ、1997年に幕張メッセで開催されたNINTENDOスペースワールド97では、抽選で当選した10万名にプレゼントするという大規模な配布も実施された。

## ポケモンスタジアムとの連動
NINTENDO64専用ソフトとして発売された『ポケモンスタジアム』シリーズは本作との連動をある意味前提とした内容となっており、特にメインの要素である対戦モードでは本作で育成したポケモンを出場させることができる。その他にもGBカートリッジのセーブデータに記録されている手持ちのポケモンとボックスに預けてあるポケモンを整理したり、所持しているアイテムをスタジアムのカートリッジに移動して保管することもできる。
基本的に本作には続編である『金・銀』以降の作品と異なり、ゲーム内で入手したアイテムを他のカートリッジと直接やり取りする手段は一切存在しない。そのため、所持数の表示はされるにもかかわらず「マスターボール」や特定の「わざマシン」のように1つのセーブデータで1つしか手に入らないアイテムは、使ってしまえばそのセーブデータでプレイしている限りは二度と使うことはできなかった。しかし、『ポケモンスタジアム金銀』の発売以降は同作のアイテム整理機能「カラーケース」（『赤・緑・青・ピカチュウ』用の機能）を使うことで、間接的に他のカートリッジとの消費アイテムなどの移動が可能になった。『ポケモンスタジアム』と『ポケモンスタジアム2』でもアイテム自体は預けられたものの、IDNo.が異なるセーブデータでは預けたアイテムを引き出せず、他のセーブデータとのやり取りには使えなかった。

## 金・銀・クリスタルとの連動
後に発売されたポケットモンスター金・銀・クリスタルバージョンではポケモンの通信交換に上位互換性が実装され、金・銀から新たに追加されたポケモンや技がなければ、ある程度プレーを進めた時点で赤・緑・青・ピカチュウとも通信交換できるようになる。また赤・緑・青・ピカチュウのポケモンではあまり有効活用できていなかったパラメータにアイテムが設定されたほか、既存のパラメータを利用して色違いや性別が新設された。これらの詳細についてはポケットモンスター 金・銀を参照。ここでは主に赤・緑・青・ピカチュウバージョン側の観点での特徴を挙げる。
金・銀では一部のわざマシンが新たに店売りやコインと交換できる景品になったほか、クリスタルではわざ教えも登場して覚えさせやすくなったわざがいくつかあるため、これらを経由することで一部のわざは従来よりも楽に覚えさせることができる場合がある。また従来のわざであっても覚えられるポケモンに一部変更があったため、従来は覚えられなかったわざを覚えさせることもできる。自力で覚えるレベルにも一部変更があったため、従来よりも早いレベルで覚えさせたり、逆に一度忘れさせたわざを従来より高いレベルで覚えなおしたりといった応用もできた。一部のわざについてはピカチュウバージョンの頃から同様である。なお、これまでは一度覚えたわざを忘れさせるには新たなわざを覚えて上書きするしか方法が無かったが、金銀クリスタルを経由すれば、わざが1つしかない場合を除いて任意にわざを消せるようになった。これを利用すれば、本来は忘れさせることができなかった「ひでんわざ」も消すことができる。能力を上げるアイテムも青以降はマックスアップが店売りに加わっているので、赤緑から金銀クリスタルを経由した場合も同様に利用できる。そのほか同じポケモンであっても野生で出現時のレベルが低いものがあったり、タマゴから生まれたポケモンがレベル5で一部のわざを受け継いでいたりすることから、ポケモンスタジアムのようなレベル制限のあるルールに向けた育成にも役立った。ただし対人戦では金銀クリスタルの経由が認められているかどうかルール確認が必要になる可能性もある。
後発のピカチュウバージョンは金・銀・クリスタルとの連動が特に強化されており、金・銀・クリスタルに登場する一部のアイテムはピカチュウバージョンとの通信交換からでしか入手できないものがあるほか、図鑑についても後述のように金・銀・クリスタルとの通信で完成させやすくなっている。

### 金・銀・クリスタルを交えた図鑑の完成
金・銀・クリスタルと連動できるようになったことにより、いくつかの観点から、赤・緑・青・ピカチュウにおける図鑑の完成も多少容易になった。
まず、これまで1回のプレーで1匹か2匹しか入手できなかったポケモンのうち、伝説・幻を除くものは金・銀・クリスタルのタマゴのシステムを利用することにより量産できるようになったため、一部のポケモンは周回プレーせずに揃えられるようになった。また進化に必要なアイテムのうち「つきのいし」は金・銀・クリスタルにおいて時間さえ経てばいくつでも入手できるため、そちらで進化させることもできる。ただしそれ以外のほのお・みず・リーフ・かみなりのいしは逆に赤・緑・青・ピカチュウでは店売りで無尽蔵に入手できたものが、金・銀・クリスタルでは入手難になっている。
さらに通信交換できる相手のバリエーションが増えた分だけ、通信交換でしか入手できないポケモンが入手しやすくなった。それまでは赤・緑にしか出現しないポケモンがいたため、幻のポケモンを除いて図鑑を完成させるには最低でも赤・緑の両方のバージョンが必要だった。しかし「バージョンによっては入手できなかったポケモン」は金・銀・クリスタルのいずれでも入手できるものが多く、例外は以下の4種とその進化形しかいない。いずれのバージョンでもこのうち2系統以上はカバーしているため、旧作と新作との間ではどのバージョンを組み合わせても、旧作側で入手できないものは2系統以下となる。
| 進化系統            | 赤 / 金 | 緑 / 銀 | 青 / クリスタル | ピカチュウ |
| ------------------- | ------- | ------- | --------------- | ---------- |
| ロコン→キュウコン   | ×       | ○       | ×               | ○          |
| ニャース→ペルシアン | ×       | ○       | ○               | ×          |
| マンキー→オコリザル | ○       | ×       | ×               | ○          |
| ガーディ→ウインディ | ○       | ×       | ○               | ○          |

この4系統に限れば、赤・緑・青での出現パターンがそれぞれ金・銀・クリスタルのものと同様なので、赤と緑を組み合わせる場合と同じように、「赤×銀」や「金×緑」という組み合わせでも、幻を除く150種類の図鑑を完成させられる（周回プレーもしくはポケモンスタジアム2が必要）。ピカチュウバージョンに至っては銀またはクリスタルのいずれかと組み合わせればピカチュウ側の図鑑を完成できる。青バージョンのみ、特定の2本だけで図鑑を完成できるという組み合わせが存在しない。
なお金・銀から新たに登場した、幻を除く99種類の新ポケモンについては、どれか1つのバージョンでしか登場しないようなポケモンはいないので、任意の2本の組み合わせで集めることができる。そのため上記の組み合わせにクリスタルバージョンを絡めた3本で、新作側を含めた249種類の図鑑を追加で完成させることもできる（周回プレーが必要）。青バージョンだけはそのような組み合わせが存在しないが、クリスタルにこだわらなければ金＋銀を組み合わせればよく、同時に旧作側の150種類の図鑑も完成する。この点は赤・緑・ピカチュウについても同様である。

## バーチャルコンソール
2015年11月13日のNintendo Directにて、『赤・緑』発売から20周年となる2016年2月27日にニンテンドー3DS用バーチャルコンソールソフトとして『赤』『緑』『青』『ピカチュウ』の4バージョンが配信されることが発表された。バーチャルコンソールのゲームボーイ用ソフトとしては初めて通信プレイに対応しており、ワイヤレス通信を利用してオリジナル版同様に交換と対戦が可能（まるごとバックアップとVC中断機能は非対応）。また、オリジナルであるGB版はGBAの『ルビー・サファイア』以降のシリーズとは一切のデータのやり取りが不可能であったが、VC版ではポケモンバンクに対応しており、これを利用して2016年11月18日に発売された『ポケットモンスター サン・ムーン』または2017年11月17日に発売された『ポケットモンスター ウルトラサン・ウルトラムーン』へポケモンを連れていくことができる。
ニンテンドーeショップで販売する通常のダウンロードソフトの他にも、パッケージ商品として、4バージョンそれぞれが以下に記載する3種類の形態で発売されている。
『ポケットモンスター 赤・緑・青・ピカチュウ』専用ダウンロードカード
いわゆる通常版であり、ダウンロードコードが記載されたカードのみの商品。
『ポケットモンスター 赤・緑・青・ピカチュウ』専用ダウンロードカード特別版
上記のダウンロードカードの限定版で、オリジナル版のパッケージデザインを再現した箱に、GBのカートリッジを模した「カートリッジ型マグネット」、説明書の表紙と巻末のポケモンのイラストと図鑑テキストのページを再現した「取扱説明書風シール」、当時のパッケージに入っていたものを完全に再現した「タウンマップ」の3つの特典が同梱される。このうちカートリッジ型マグネットと取扱説明書風シールは後述の2DS限定パックにも同梱されない特別版だけの特典である。
ニンテンドー2DS『ポケットモンスター 赤・緑・青・ピカチュウ』限定パック
日本ではこれが初めての発売となるニンテンドー2DS本体にあらかじめバーチャルコンソールをインストールして複数の特典を同梱したパッケージ。
販売店舗はイオン、イオンスタイル、イオンスーパーセンター、Game TSUTAYA加盟店、トイザらス、Amazon.co.jp「ポケモンストア」、ポケモンセンター、ポケモンストアに限られ、さらにニンテンドー2DS『ポケットモンスター 青』限定パックはポケモンセンター・ポケモンストア（Amazon.co.jp除く）のみの取り扱いとなっている。
- セット内容
  - ニンテンドー2DS 本体 1台（ACアダプター、タッチペン、説明書、ARカードも含む）
    - 本体色はパッケージごとに異なるクリアレッド、クリアグリーン、クリアブルー、クリアイエローの4種類のいずれか。

  - SDHCメモリーカード4GB 1個
    - あらかじめSDHCカードにバーチャルコンソールが保存されているため、ダウンロードコードは同梱されていない。

  - タウンマップ
    - ダウンロードカード特別版に同梱されるものと同じもの。

  - オリジナルテーマ ダウンロードコード
    - HOMEメニューの着せ替え用テーマで、デザインはパッケージごとに異なる4種類が存在。

  - 幻のポケモン「ミュウ」プレゼントコード
    - ミュウを『ポケットモンスター X・Y』と『ポケットモンスター オメガルビー・アルファサファイア』で受け取るためのプレゼントコード。通常のダウンロード特典として発行されるシリアルコードと同様のものとなる。

  - 幻のポケモン「ミュウ」交換チケット
    - バーチャルコンソール版『赤』『緑』『青』『ピカチュウ』でミュウを受け取るための引換券で、受け取りは実店舗で行われる。

  - オリジナルステッカー
    - デザインは各バージョンに沿ったものになっている（例えば、『赤』ならヒトカゲやリザードンのデザイン）。

## その他
- 小学館から発行された公式ガイドブック（ISBN 978-4-09-102568-5）の表紙に、主人公、ライバルと並んで、ゲーム中には登場しない黒いワンピースを着た長い茶髪の少女が描かれている。この少女は、杉森建が「最初にもらえる3体に合わせて三つ巴になるとしたらこうだろうな」と考えてこの表紙用に作ったキャラである[23]。名前の設定は無いが、『ファイアレッド・リーフグリーン』の女主人公はこのキャラも意識して作られている[24]。
- 主人公の部屋にはファミリーコンピュータが置いてあり（外見はスーパーファミコン）、以後のシリーズでも主人公の部屋に任天堂製のハードが置かれることが定番となる。
- 今作のみ、デパートに玩具売場が存在し任天堂のゲーム（主にマリオシリーズ）を思わせるセリフもあるが、次回作以降（リメイク含む）では採用されていない。
- 『青』と『ピカチュウ』のポケモン図鑑に関しては、これらの発売当時は、必ず『赤』と『緑』の両方と通信しなければ完成できないようになっていた。これは『赤』と『緑』の片方だけでしか出現しなかったポケモンの中には『青』と『ピカチュウ』どちらにも出現しないものがいるためである。そのため『青』と『ピカチュウ』だけの通信交換ではポケモン図鑑は完成できない。
  - なお、そのようなポケモンは後に『金』・『銀』・『クリスタル』との通信交換でも入手可能になったため、『金・銀』発売以降は必ずしも『赤』と『緑』の両方と通信交換する必要は無くなった。
- 『赤・緑』が国内で大ヒット作品となり、当時任天堂社長の山内溥から「海外展開してほしい」と要望があがるも、開発元のゲームフリークはすでに次回作『金・銀』を開発中で人員リソースを割く事が出来なかったため、ポケモン開発の関連会社クリーチャーズの役員だったHAL研究所社長の岩田聡自ら海外ローカライズ作業を手伝うと申し出て、ゲームフリークが開発に6年かけ継ぎ足しで作られバグまみれだった『赤・緑』の複雑なプログラムを僅か1週間ほどで解析してしまい、ローカライズ作業をトントン拍子で進行させていったという。
  - 上記の通り『赤・緑』は日本と海外ではプログラミングが異なるため、本作の国内版と海外版との通信交換は、データが破損する危険性があるため、公式で注意喚起されている。なお、ソフト側で制約がかけられていないため、データに不具合が出るにもかかわらず通信交換自体は成立してしまう。海外版との通信が正式に可能になったのはGBAの『ポケットモンスター ルビー・サファイア』以降である。
- 当初は、公式イベントでしか手に入らないはずのミュウが入手できたり、けつばんを筆頭とするバグポケモンが現れたり、フィールドの壁を抜けられるようになるなどの不具合があったが、後期出荷のものはほとんどバグは発生しない。また、GBA版からはパッチ配信によるバグフィックスが行われている。
- 2013年10月2日には、本作をもとに制作されたテレビアニメ『ポケットモンスター THE ORIGIN』がテレビ東京系列にて放映された。
- 本作の発売日である2月27日は、2020年より「Pokémon Day」として日本記念日協会に認定されている[25]。